# Hong Kong Tennis Open 2023
Hong Kong Tennis Open 2023, oficiálně Prudential Hong Kong Tennis Open 2023, byl tenisový turnaj na ženském profesionálním okruhu WTA Tour hraný v Tenisovém centru Victoria Parku. Jubilejní desátý ročník Hong Kong Open probíhal mezi 9. až 15. říjnem 2023 v čínském Hongkongu na dvorcích s tvrdým povrchem. 
Turnaj dotovaný 259 303 dolary patřil do kategorie WTA 250. Nejvýše nasazenou singlistkou se stala devatenáctá tenistka světa Viktoria Azarenková, která před třetí sadou úvodního kola skrečovala Fernandezové pro zranění pravé dolní končetiny. Jako poslední přímá účastnice do hlavní soutěže nastoupila Anastasija Pavljučenkovová, figurující v době uzávěrky přihlášek na 82. místě.
V letech 2019 a 2020 se turnaj nekonal kvůli demonstracím v Hong Kongu. Čínská část okruhu byla navíc v letech 2020 a 2021 zrušena kvůli pandemii covidu-19. Ženská tenisová asociace od prosince 2021 do dubna 2023 zároveň bojkotovala čínské turnaje v důsledku kauzy zmizení čínské tenistky Pcheng Šuaj. V důsledku invaze Ruska na Ukrajinu na konci února 2022 řídící organizace tenisu ATP, WTA a ITF s grandslamy rozhodly, že ruští a běloruští tenisté mohli dále na okruzích startovat, ale do odvolání nikoli pod vlajkami Ruska a Běloruska.
Třetí singlový titul na okruhu WTA Tour vybojovala 21letá Kanaďanka Leylah Fernandezová, jímž se vrátila do první padesátky žebříčku. Po odvrácení tří mečbolů ve finále čtyřhry, soutěž ovládly Číňanka Tchang Čchien-chuej s 19letou Tchawankou Cchao Ťia-i, která na túře WTA debutovala a po skončení se premiérově posunula do první světové dvoustovky deblové klasifikace.

## Rozdělení bodů a finančních odměn

### Rozdělení bodů
| Soutěž  | Soutěž       | vítězky | finalistky | semifinalistky | čtvrtfinalistky | 16 v kole | 32 v kole | Q  | Q2 | Q1 |
| ------- | ------------ | ------- | ---------- | -------------- | --------------- | --------- | --------- | -- | -- | -- |
| dvouhra | [ 3 ] [ 12 ] | 280     | 180        | 110            | 60              | 30        | 1         | 18 | 12 | 1  |
| čtyřhra | [ 13 ]       | 280     | 180        | 110            | 60              | 1         | —         | —  | —  | —  |

### Finanční odměny
| Soutěž                                | Soutěž       | vítězky  | finalistky | semifinalistky | čtvrtfinalistky | 16 v kole | 32 v kole | Q2      | Q1      |
| ------------------------------------- | ------------ | -------- | ---------- | -------------- | --------------- | --------- | --------- | ------- | ------- |
| dvouhra                               | [ 3 ] [ 12 ] | 34 228 $ | 20 226 $   | 11 275 $       | 6 417 $         | 4 220 $   | 2 930 $   | 2 400 $ | 1 815 $ |
| čtyřhra                               | [ 13 ]       | 12 447 $ | 7 000 $    | 4 020 $        | 2 400 $         | 1 848 $   | —         | —       | —       |
| částka ve čtyřhrách je uvedena na pár |              |          |            |                |                 |           |           |         |         |

## Ženská dvouhra

### Nasazení
| Stát                         | Hráčka                | WTA | Nasazení |
| ---------------------------- | --------------------- | --- | -------- |
|                              | Viktoria Azarenková   | 18. | 1.       |
| Brazílie                     | Beatriz Haddad Maiová | 19. | 2.       |
| Belgie                       | Elise Mertensová      | 29. | 3.       |
| Čína                         | Wang Sin-jü           | 37. | 4.       |
|                              | Anna Blinkovová       | 39. | 5.       |
| Itálie                       | Martina Trevisanová   | 40. | 6.       |
| USA                          | Peyton Stearnsová     | 46. | 7.       |
| Francie                      | Varvara Gračovová     | 47. | 8.       |
| Žebříček WTA k 2. říjnu 2023 |                       |     |          |

### Jiné formy účasti
Následující hráčky obdržely divokou kartu do hlavní soutěže:
- Eudice Chongová
- Cody Wongová
- Wu Ho-čching

Následující hráčky postoupily z kvalifikace:
- Anna Danilinová
- Alina Kornějevová
- Sofja Lansereová
- Darja Savilleová

### Odhlášení
před zahájením turnaje
- Marta Kosťuková → nahradila ji  Priscilla Honová
- Linda Nosková → nahradila ji Aljaksandra Sasnovičová
- Anastasija Potapovová → nahradila ji  Dajana Jastremská
- Majar Šarífová → nahradila ji  Julia Putincevová
- Sloane Stephensová → nahradila ji  Wang Si-jü

## Ženská čtyřhra

### Nasazení
| Stát                                                                        | Hráčka              | Stát       | Hráčka                  | WTA  | Nasazení |
| --------------------------------------------------------------------------- | ------------------- | ---------- | ----------------------- | ---- | -------- |
| Kazachstán                                                                  | Anna Danilinová     |            | Alexandra Panovová      | 92.  | 1.       |
|                                                                             | Lidzija Marozavová  | Polsko     | Katarzyna Piterová      | 132. | 2.       |
| Gruzie                                                                      | Oxana Kalašnikovová |            | Aljaksandra Sasnovičová | 145. | 3.       |
| Španělsko                                                                   | Cristina Bucșová    | Nizozemsko | Bibiane Schoofsová      | 152. | 4.       |
| Žebříček WTA k 2. říjnu 2023; číslo je součtem umístění obou členek dvojice |                     |            |                         |      |          |

### Jiné formy účasti
Následující páry obdržely divokou kartu:
- Laj Čching-laam /  Šer Čchun-wing
- Ng Man-jing /  Wu Ho-čching

Následující pár nastoupil z pozice náhradníka:
- Daša Ivanovová / Darja Lodikovová

### Odhlášení
před zahájením turnaje
- Elina Avanesjanová /  Sara Sorribesová Tormová → nahradily je  Daša Ivanovová / Darja Lodikovová

## Přehled finále

### Ženská dvouhra
- Leylah Fernandezová vs.  Kateřina Siniaková, 3–6, 6–4, 6–4

### Ženská čtyřhra
- Tchang Čchien-chuej /  Cchao Ťia-i vs.  Oxana Kalašnikovová / Aljaksandra Sasnovičová, 7–5, 1–6, [11–9]